# Гнідинська сільська рада (Бориспільський район)
| Гнідинська сільська рада — колишній орган місцевого самоврядування у Бориспільському районі Київської області з адміністративним центром у с. Гнідин. 12 червня 2020 року шляхом об'єднання з Вишеньківської сільською радою увійшла до складу Золочівської сільської громади. Історична дата утворення: в 1945 році. Водоймища на території, підпорядкованій даній раді: р. Дніпро (4 км). Сільській раді підпорядковані населені пункти: - с. Гнідин |

## Склад ради
Рада складається з 16 депутатів та голови.

### Керівний склад ради
| ПІБ                           | Основні відомості                                                 | Дата обрання | Дата звільнення |
| ----------------------------- | ----------------------------------------------------------------- | ------------ | --------------- |
| Лазаренко Олександр Йосипович | Сільський голова, 1967 року народження, освіта, безпартійний      | 26.03.2006   | 31.10.2010      |
| Лазаренко Олександр Йосипович | Сільський голова, 1967 року народження, освіта вища, безпартійний | 31.10.2010   |                 |

Примітка: таблиця складена за даними джерела